# Âge sensible
Âge sensible est une série télévisée française en 50 épisodes de 26 minutes, diffusée à partir du 2 septembre 2002 sur France 2, puis sur Festival en 2005.

## Synopsis
Cette série met en scène le quotidien de sept jeunes étudiants (trois filles et quatre garçons) qui logent dans la même cité universitaire.

## Distribution
- Alexandra Ansidei : Julie Pellois
- Linda Bouhenni : Fatia Ben Kerouf
- François Comar : Bertrand Le Garrec
- Julien Duval : Pierre Berson
- Caroline Mouton : Élodie Martin
- Guillaume Toucas : Martial Bozzodi
- Boris Vigneron : Thomas Berson
- Annie Balestra : La mère de Martial
- Sylvie Flepp : La mère de Pierre et Thomas
- Christian Drillaud : Le père de Pierre et Thomas
- Hélène Vauquois : La mère de Julie
- Garance Legrou : Nina

## Épisodes
1. Chambre à part
2. État des lieux
3. Mauvaise pioche
4. Fausse excuse
5. L'OVNI
6. Inégale amitié
7. Prêter c'est prêter
8. Terrain d'entente
9. Un crumble a disparu
10. Pot commun
11. La Fille de Pinocchio
12. Droit devant
13. Peut mieux faire
14. L'Endive cuite
15. Valse hésitation
16. Fest-noz
17. Le Courage d’avoir peur
18. Coup de blues
19. Origine incontrôlée
20. Le Geste qui tranche
21. Douche écossaise
22. La voix fait l'homme
23. Râteau d'anniversaire
24. La Fleur au fusil
25. L'Épreuve du feu
26. Retour aux sources
27. Nuit blanche
28. Planète millenium
29. Le Premier Homme
30. L'Échappée belle
31. Un seul être vous manque
32. Tête à tête
33. Paire de père
34. Voir sous les jupes
35. Deug de glandeuse
36. Avaler la pilule
37. Purement sexuel
38. L'Air de rien
39. Femme qui rit...
40. Comme un fou
41. L'Ami d'enfance
42. Le Pour et le Contre
43. La Banane politique
44. Chemise d'une nuit
45. En roue libre
46. Mère et fille
47. La Séparation
48. Le Bonheur des autres
49. Sans but
50. Moment de vérité